# Francesco Borromini
Francesco Borromini, tên khác Francesco Castelli (25 tháng 9 năm 1599 - 2 tháng 8 năm 1667), là một kiến trúc sư người Ý sinh ra tại Ticino ngày nay. Cùng với các đồng nghiệp  Gian Lorenzo Bernini và Pietro da Cortona, ông được coi là nhân vật nổi bật của Kiến trúc La Mã baroque.